# Walter Bradford Cannon
Walter Bradford Cannon (19 de outubro de 1871 – 1 de outubro de 1945) foi um fisiologista norte-americano.
Fisiologista e médico estadunidense, nascido em Prairie du Chien, Wisconsin, e conhecido por uma série de investigações experimentais no processo de digestão, no sistema nervoso e em mecanismos reguladores do corpo. Formou-se em medicina na Harvard University, onde se tornou professor de fisiologia e serviu como chefe do departamento de fisiologia (1906-1942).
Iniciou suas investigações (1896) um ano após alemão físico Wilhelm Roentgen descobrir os raios X, os quais utilizou para observar o processo de digestão animal em laboratório. Usando um instrumento chamado fluoroscope, observou as transformações sofridas pelos alimentos através do corpo. Usando principalmente meios cirúrgicos e químicos, pesquisou sobre o comportamento do coração, do sistema nervoso e da glândula adrenal nas circunstâncias não naturais como medo, perigo, trauma etc. 
Foi Presidente da American Physiological Society (1914-1916), escreveu vários livros sobre medicina e faleceu em Franklin, New Hampshire. Desenvolveu o conceito de homeóstase, que é a tendência à estabilidade do meio interno do organismo, e a popularizou no seu livro The Wisdom of the Body (1932). 
Ele foi casado com a escritora Cornelia James Cannon e pai do Dr. Bradford Cannon (1907-2005), um pioneiro das cirurgias reconstituintes, especialmente em vítimas queimadas e o primeiro chefe de cirurgias plástica e reconstituintes do Massachusetts General Hospital e responsável por milhares de soldados feridos na II Guerra Mundial. Sua filha, Marian Cannon Schlesinger, tornou-se pintora e escritora em Cambridge, Massachusetts.